# Michel Lambert
Michel Lambert (1610 – 29. června 1696) byl francouzský pěvecký mistr, theorbista a hudební skladatel.

## Život
Michel Lambert se narodil v Champigny-sur-Veude ve Francii. Získal hudební vzdělání jako člen kostelního sboru Gastona Orleánského. Studoval také s Pierrem de Nyertem v Paříži. Od roku 1636 byl znám jako učitel zpěvu. V roce 1641 se oženil se zpěvačkou Gabrielle Dupuis, která však náhle o rok později zemřela. Jejich dcera Madeleine se stala ženou Jeana-Baptiste Lullyho (v roce 1662).
Po Michelově svatbě je jeho kariéra úzce spjata s jeho švagrovou, slavnou zpěvačkou, Hilaire Dupuy (1625-1709).
Roku 1651 se stal baletním tanečníkem na dvoře krále Ludvíka XIV. Počátkem roku 1656 se jeho reputace jako skladatele ustálila a jeho kompozice byly pravidelně tištěny Balardem. Tyto práce obsahovaly mnoho airů a básní od Isaaca de Benserada a Philippe Quinaulta. Byl nejplodnějším skladatelem melodií v druhé polovině 17. století. V roce 1661 se stal nástupcem Jeana de Cambeforta jako maître de musique de la chambre du roi. Tuto pozici zastával až do své smrti.
Roku 1670 se stal kapelníkem (Kapellmeisterem). V této době již byl jeho zeť Jean-Baptiste superintendantem královské hudby.
Lambertova role jako pěveckého mistra a skladatele dramatických árií přispěla k tvorbě francouzské opery. Jako pěvecký mistr se těšil velké oblibě díky mnoha referencím od známých zpěváků ze doby (např. od Anne de La Barre, Pierre Perrina, či de Viévilla). Titon du Tillet zmiňuje koncerty v jeho domě, při kterých Lambert sám doprovázel hrou na theorbu.
Michel Lambert také spolupracoval s Lullym na několika jeho baletech.
Lambert umírá 29. června 1696 v Paříži.

## Dílo
- Airs du sieur Lambert, Paris, Charles de Sercy (1658)
- Les airs de Monsineur Lambert, 19 airs doubles, pro dva hlasy a basso continuo, Paříž (1660)
- Airs de Monsieur Lambert non imprimez, manuskript, Paříž (692)
- Pièces en trio pour les violons, flûtes ou hautbois, Amsterdam, Estienne Roger (1700)
- 75 airs de Monsieur Lambert (manuskript), pro zpěv a basso continuo (1710)
- Leçons de ténèbres pour voix et basse continue manuskript (1662 - 1663)
- Leçons de ténèbres pour voix et basse continue manuskript (1689)
- 60 airs for 1 - 5 voices, dva hudební nástroje a basso continuo, Paříž (1689)
- Miserere mei Deus pro 2 - 3 hlasy a basso continuo, manuskript